# Saint-Clément (Corrèze)
Saint-Clément is een gemeente in het Franse departement Corrèze (regio Nouvelle-Aquitaine). De plaats maakt deel uit van het arrondissement Tulle. Saint-Clément telde op 1 januari 2022 1.383 inwoners.

## Geografie
De oppervlakte van Saint-Clément bedroeg op 1 januari 2022 26,56 vierkante kilometer; de bevolkingsdichtheid was toen 52,1 inwoners per km².
De onderstaande kaart toont de ligging van Saint-Clément met de belangrijkste infrastructuur en aangrenzende gemeenten.

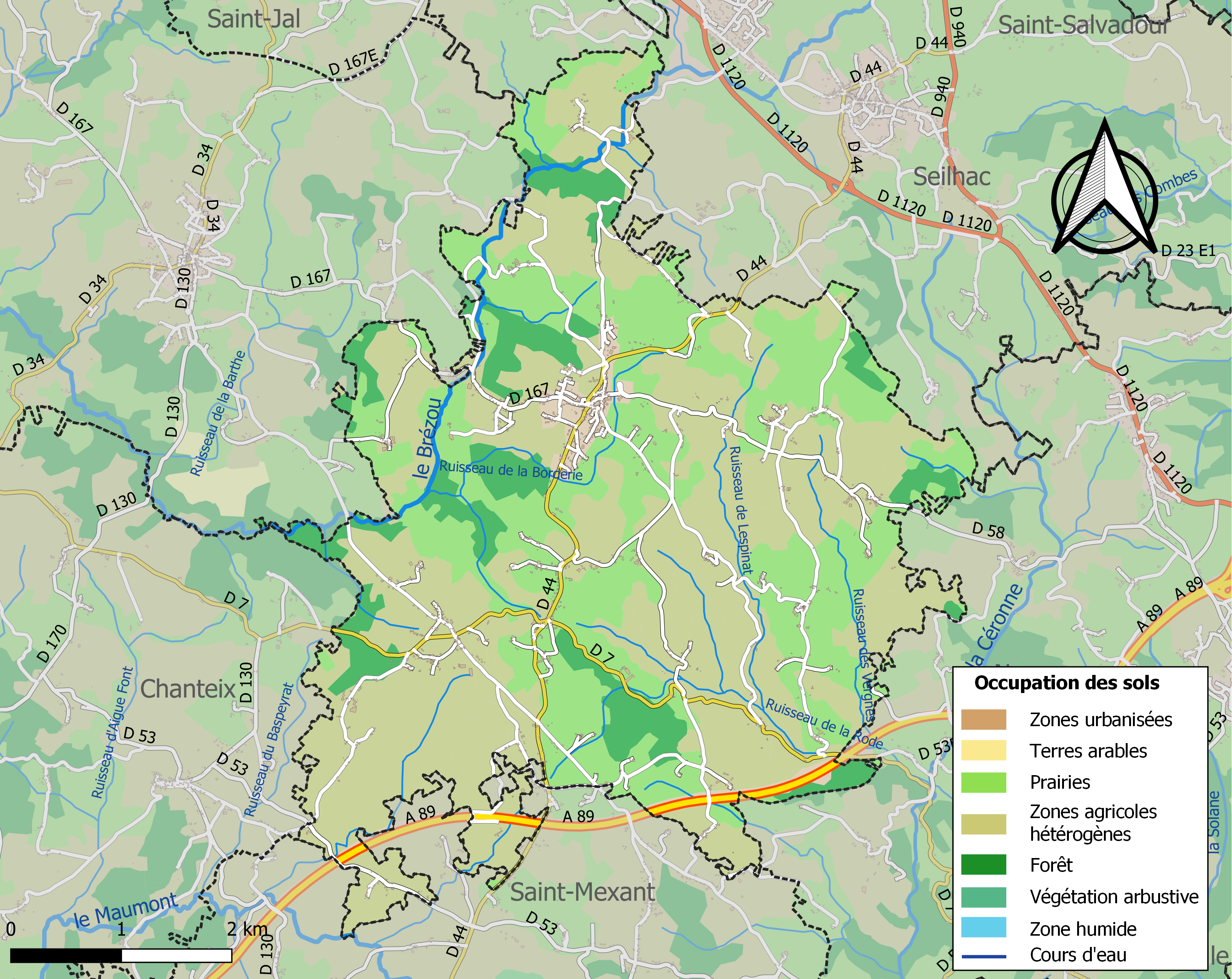

## Demografie
Onderstaande figuur toont het verloop van het inwonertal (bron: INSEE-tellingen).